# Rakieem Salaam
Rakieem « Mookie » Mustafa Allah Salaam (né le 5 avril 1990 à Edmond) est un athlète américain spécialiste du 100 mètres. 

## Biographie
Étudiant à l'Université de l'Oklahoma, l'Américain se classe deuxième du 100 mètres des Championnats NCAA de Des Moines, le 10 juin 2011, derrière le Zimbabwéen Ngonidzashe Makusha. Il réalise le temps de 9 s 97 (+1,6 m/s) et devient à cette occasion le 79e athlète à descendre sous les 10 secondes au 100 mètres.

### Palmarès
| Date | Compétition           | Lieu   | Résultat | Épreuve   |
| ---- | --------------------- | ------ | -------- | --------- |
| 2013 | Championnats du monde | Moscou | 2e       | 4 × 100 m |

### Records
| Épreuve | Performance | Lieu       | Date         |
| ------- | ----------- | ---------- | ------------ |
| 100 m   | 9 s 97      | Des Moines | 10 juin 2011 |
| 200 m   | 20 s 05     | Norman     | 15 mai 2011  |